# Arturo Torres Santos
Sergio Arturo Torres Santos (La Piedad de Cabadas, Michoacán; 19 de abril de 1963) es un empresario ganadero y político mexicano, miembro del Partido Acción Nacional, diputado federal en la LXI Legislatura por el V Distrito Electoral Federal de Michoacán que se ha desempeñado como presidente municipal de La Piedad.

## Biografía
Realizó sus estudios básicos y preparatoria en el Colegio Vasco de Quiroga de su ciudad natal.
La mayor parte de su vida la ha dedicado a actividades empresariales.
En 1998 se convierte en vocal del Consejo de la Cuenca Lerma - Chapala y el mismo año es nombrado Presidente del Consejo Directivo de la Asociación Local de Porcicultores. En 1999 es nombrado Presidente del Comité Estatal de Porcicultura de Michoacán, un año después se convierte en Secretario del Comité Estatal para el Fomento y Protección Pecuaria.

## Política
Incursiona en la política en el año 2003 como Secretario de Relaciones Públicas del PAN en La Piedad, siendo nombrado en 2004 candidato del mismo partido a la Alcaldía de su municipio, ganando por cómoda ventaja a su oponente más cercano del Partido Revolucionario Institucional.
En 2009 fue postulado como candidato a la Diputación Federal del V Distrito con cabecera en Zamora de Hidalgo, resultando nuevamente triunfador en las urnas por encima de los votos obtenidos por el priista Armando Villanueva Mendez. Rindió protesta como diputado Federal el mismo año, siendo nombrado secretario de la Comisión de Agricultura y Ganadería e integrante de las Comisiones de la Defensa Nacional y Comunicaciones.